# Hated in the Nation
"Hated in the Nation" é o sexto e último episódio da terceira temporada da série antológica de ficção científica britânica Black Mirror. Escrito pelo criador da série e showrunner Charlie Brooker com a direção de James Hawes, o episódio estreou na Netflix em 21 de outubro de 2016, juntamente com o resto da terceira temporada. É o episódio mais longo da série, com 89 minutos de duração.
O episódio envolve um assassino misterioso, e segue a detetive Karin Parke (Kelly Macdonald) e sua nova parceira Blue Coulson (Faye Marsay) que, em conjunto com o auxílio do agente da Agência Nacional de Crime Shaun Li (Benedict Wong), tentam resolver as inexplicáveis mortes de pessoas que foram todas alvo de críticas nas mídias sociais.
O episódio foi aclamado pela crítica.

## Enredo
A detetive inspetora-chefe Karin Parke (Kelly Macdonald) foi convocada para uma audiência para discutir seu envolvimento em um caso de segurança nacional britânica. O episódio volta para ano anterior, quando a jornalista Jo Powers (Elizabeth Berrington) é encontrada morta em casa com a garganta cortada: um aparente suicídio, embora Powers tenha sido um alvo recente de ameaças de morte online após ter criticado um suicídio publicamente. Enquanto investigava a morte de Powers, Parke encontra sua nova parceira, Blue (Faye Marsay). Parke inicialmente acredita que Powers foi assassinada pelo seu marido; Ele afirma que ela parecia estar ficando louca e balançou uma faca para ele antes de se matar.
No dia seguinte, um rapper chamado Tusk (Charles Badalona), que também se tornou um alvo de ódio da Internet por seu tratamento cruel com um jovem fã, acaba tendo uma convulsão e é hospitalizado e sedado. Uma máquina de ressonância magnética, usada para determinar a causa da convulsão, magneticamente puxa um objeto de metal do cérebro de Tusk através de seus olhos, matando-o instantaneamente. É revelado que o objeto trata-se de um drone em forma de inseto autônomo (ADI), um tipo de abelha mecânica desenvolvida para neutralizar o grave colapso das colônias de abelhas; Tais abelhas artificiais voam livremente em todo o Reino Unido, polinizando flores. A autópsia de Jo Powers também revela uma ADI alojada no centro de dor do seu cérebro, sugerindo que ela cometeu suicídio para acabar com o tremendo sofrimento causado pela abelha. Além disso, Blue percebe que ambos Tusk e Powers foram alvo de uma mesma hashtag no Twitter, '#DeathTo', aplicada a figuras públicas odiadas. Ela logo liga as mortes a um novo site promovendo um "Jogo de Consequências" onde usuários do Twitter cada dia podem votar para matar uma figura pública odiada, selecionando a vítima através da hashtag #DeathTo. Blue e Parke visitam a Granular, a empresa que criou as ADIs. O chefe da empresa, Rasmus (Jonas Karlsson), percebe que as ADIs foram localmente hackeadas. O caso torna-se grande o suficiente para um oficial da Agência Nacional de Crime (NCA), Shaun Li (Benedict Wong), se envolver.
Parke e a equipe de investigação encontram uma provável próxima vítima, localizando a pessoa mais detestada do dia no Twitter. Eles descobrem que é uma jovem mulher (Holli Dempsey) que tirou uma foto simulando urinar em um monumento de guerra militar, atraindo assim indignação pública. A equipe conduz a mulher até uma casa segura, mas um enxame enorme de ADIs explode através das janelas e de dutos de ar. A jovem morre nos braços de Parke e Blue quando uma das abelhas robóticas sobe pelo seu nariz e entra em seu cérebro. Curiosamente, as ADIs ignoram todos os outros presente na instalação. Observando como as ADIs são precisas em encontrar seu alvo, Blue deduz que elas utilizam um software de reconhecimento facial avançado, e isso só pode ser possível se a Granular tiver acesso aos registros do governo. Li relutantemente admite que isso é verdade: o governo está usando secretamente ADIs para vigilância pública em massa, que foi o incentivo real do governo para apoiar financeiramente o projeto ecológico. Enquanto isso, o uso da #DeathTo cresce rapidamente depois que o público aprende que o "jogo" realmente mata a pessoa mais odiada no país. A situação torna-se crítica quando o Chanceler do Tesouro (Ben Miles) sobe para o topo da lista dos "mais odiados" e se torna o próximo alvo.
Parke entrevista uma ex-funcionária da Granular que tentou suicídio depois de receber mensagens de ódio online, mas que foi salva pelo colega de apartamento, Garrett Scholes (Duncan Pow), também um ex-funcionário da Granular. Parke fica imediatamente desconfiada de Scholes, com sua forte conexão com experiências de ódio na Internet. Simultaneamente, é descoberto que a ADI no cérebro de Jo Powers contém um manifesto digital escrito por Scholes, afirmando que ele quer forçar as pessoas a enfrentar as consequências sem se esconder atrás do anonimato online. Scholes está fora do país, mas o manifesto inclui uma selfie tirada pelo seu telefone, permitindo que Blue rastreie sua localização há seis meses. Uma invasão neste antigo esconderijo começa, e Blue desenterra uma unidade de disco, que contém um sistema para controlar as ADIs, bem como uma promissora função "desativar". Quando conectado ao sistema ADI, a unidade baixa uma lista de todos que já usaram a hashtag #DeathTo. A lista contém os nomes, rostos, identidades e telefones dos participantes. Parke conclui que Scholes tinha usado apenas as figuras publicamente odiadas como isca; E que seu plano final é usar as ADIs para matar as centenas de milhares de pessoas comuns que participam do "jogo", como punição pelo seu próprio ódio.
Li aciona a função 'desativar' para desligar as ADIs para sempre, embora Parke suspeite que é uma armadilha e, sem sucesso, avisa Li que pode ser realmente um comando final para as abelhas matarem seus alvos. Por um momento a empresa Granular recupera o controle do sistema ADI, mas de repente a teoria de Parke é comprovada correta e, em todo o Reino Unido, as ADIs procedem na ordem secreta para matar as 387.036 pessoas na lista. Voltando ao dia atual, a cena muda para Parke explicando na audiência que Blue desapareceu e presume-se ter cometido suicídio, por sentir-se responsável pela catastrófica perda de vidas. No entanto, Parke recebe mais tarde uma mensagem de texto secreta de Blue, que, ainda viva, localizou Garrett Scholes em um país estrangeiro de língua espanhola. A mensagem de Blue a Parke diz "Peguei ele"; Parke sorri e Blue começa a seguir Scholes na rua, provavelmente para se vingar.

## Produção
Com 89 minutos de duração, este é o maior episódio de Black Mirror. Durante uma entrevista em outubro de 2016, Brooker revelou que haviam personagens no episódio que poderiam recorrer na série futuramente.
De acordo com Brooker, o episódio foi inspirado por "thrillers dinamarqueses como as séries de televisão The Killing e Borgen". O episódio também é parcialmente inspirado no livro So You've Been Public Shamed (2015) de Jon Ronson, sobre vergonha on-line e seus antecedentes históricos, e também pela reação pública que aconteceu depois que Brooker escreveu "Lee Harvey Oswald, John Hinckley Jr.  – onde vocês estão agora que precisamos de vocês?" em um artigo satírico de 2004 sobre George W. Bush, no The Guardian.

## Recepção da crítica
O episódio foi amplamente aclamado pela crítica que elogiou sua escrita, o uso do Twitter, temas, atuação e o final.
Suchandrika Chakrabarti do Daily Mirror aclamou o episódio, dando-lhe uma classificação perfeita e chamando-o de "uma grande conquista", afirmando que "é iluminador e atraente assistí-lo, com Black Mirror fazendo o que faz melhor: nos contar sobre a natureza humana através do tecnologia que desejamos, mas não merecemos". O Digital Spy também escreveu uma crítica bastante entusiasta, considerando o episódio "um grande exemplo de como a série no seu melhor pode fundir seus conceitos altamente elevados com uma narrativa mais tradicional para refletir eficazmente esse espelho negro em nossa própria sociedade". O clímax foi bastante elogiado e chamaram o episódio de "uma comprida história com características que o cativam durante o todo."
Adam Chitwood, do Collider, observou que o episódio é "o mais relevante em termos de temática ... dessa nova temporada, com uma conexão direta com o lado feio da mídia social e sua falta de consequências". O The Telegraph chamou o episódio de "um inspirado drama policial procedural "e avaliou-lhe com quatro de cinco. Zack Handlen do The A.V. Club deu ao episódio um B +, afirmando que "Black Mirror termina sua temporada com um thriller sólido, mas sem destaque". Ele criticou a duração do episódio, apesar de reconhecer que "pelo menos a história tem complicações suficientes para nunca se sentir vazia".

Múltiplos críticos notaram como o episódio ecoou no seriado da CBS, BrainDead.